# Петружалек, Якуб
Якуб Петружалек (чеш. Jakub Petružálek; 24 апреля 1985, Литвинов) — чешский хоккеист, нападающий. Обладатель Кубка Гагарина 2013 года в составе московского «Динамо», чемпион Чехии 2015 года в составе клуба «Литвинов».

## Карьера
Якуб Петружалек начал свою профессиональную карьеру в 2002 году в составе родного клуба Чешской экстралиги «Литвинов», выступая до этого за его фарм-клуб. 2 года спустя на драфте НХЛ он был выбран в 9 раунде под общим 266 номером клубом «Нью-Йорк Рейнджерс». В том же году Якуб отправился в Северную Америку, где стал игроком клуба «Оттава Сиксти Севенс», который выбрал его на драфте Канадской хоккейной лиги в 1 раунде под общим 22 номером. В составе «Оттавы» в сезоне 2004/05 Петружалек набрал 81 (31+50) очко в 80 матчах.
Перед началом следующего сезона Якуб вернулся в родной «Литвинов», однако, проведя в основном составе 19 матчей, он принял решение вернуться в OHL, где стал выступать за «Барри Кольтс». Следующий сезон для Петружалека начался в клубах низших североамериканских лиг «Шарлотт Чекерс» и «Хартфорд Вулф Пэк», после чего он заключил соглашение с «Каролиной Харрикейнз», став выступать за его фарм-клуб «Олбани Ривер Рэтс». В «Олбани» Якуб успешно выступал до 2009 года, сыграв за это время 2 матча в НХЛ, в которых сделал одну результативную передачу.
15 мая 2009 года Петружалек вернулся в Европу, подписав контракт с клубом финской СМ-Лиги «Лукко», где он провёл следующие 2 сезона, став одним из лучших бомбардиров клуба, набрав 99 (46+53) очка в 121 проведённом матче. 6 мая 2011 года, после того как сорвался переход Якуба в рижское «Динамо», он заключил соглашение с хабаровским «Амуром». 13 сентября в матче против новосибирской «Сибири» Петружалек дебютировал в Континентальной хоккейной лиге, сразу же отметившись результативной передачей, а 28 сентября в игре с казанским «Ак Барсом» он забросил свою первую шайбу в КХЛ.
По итогам сезона Якуб стал лучшим бомбардиром дальневосточного клуба с 51 (22+29) баллом в 58 матчах, после чего руководство «Амура» приняло решение продлить соглашение с игроком ещё на два года. В следующем сезоне был обменян в Динамо, с которым выиграл Кубок Гагарина. В межсезонье 2013 снова был обменян в Амур на раунд в драфте юниоров.
10 декабря 2015 года вновь вернулся в Динамо. Контракт рассчитан до конца сезона. 13 января 2016 года по инициативе игрока клуб расторг с игроком контракт. После этого он вернулся в Чехию, подписав контракт с клубом «Оцеларжи Тршинец», за который отыграл следующие два сезона. Перед началом сезона 2018/19 перешёл в родную команду «Литвинов».

### Международная
В составе сборной Чехии Якуб Петружалек принимал участие в юниорском чемпионате мира 2003 года и чемпионате мира среди молодёжи 2005 года, на котором он вместе с командой завоевал бронзовые медали. На этих турнирах Якуб набрал 3 (2+1) очка в 13 проведённых матчах. В составе взрослой сборной Петружалек был членом команды на этапах Еврохоккейтура в сезоне 2011/12, набрав 2 (2+0) очка в 3 матчах, после чего он был вызван для участия в своём первом чемпионате мира, где он вместе с командой стал бронзовым призёром, в 10 проведённых матчах отметившись 4 (1+3) набранными очками.

## Достижения
- Бронзовый призёр молодёжного чемпионата мира 2005.
- Бронзовый призёр чемпионата Финляндии 2011.
- Участник матча «Всех звёзд» КХЛ 2012, 2013 , 2014
- Бронзовый призёр чемпионата мира 2012.
- Обладатель Кубка Гагарина (2013).
- Чемпион Чехии (2015)[9]

## Статистика выступлений
Последнее обновление: 16 марта 2014 года
|                 |                      |                 | Регулярный сезон | Регулярный сезон | Регулярный сезон | Регулярный сезон | Регулярный сезон | Регулярный сезон | Плей-офф | Плей-офф | Плей-офф | Плей-офф | Плей-офф | Плей-офф |
| Сезон           | Команда              | Лига            | Игр              | Г                | П                | Очк              | +/-              | Штр              | Игр      | Г        | П        | Очк      | +/-      | Штр      |
| --------------- | -------------------- | --------------- | ---------------- | ---------------- | ---------------- | ---------------- | ---------------- | ---------------- | -------- | -------- | -------- | -------- | -------- | -------- |
| 2000/01         | Литвинов-U18         | Экстралига-U18  | 13               | 1                | 4                | 5                | --               | 4                | —        | —        | —        | —        | —        | —        |
| 2001/02         | Литвинов-U18         | Экстралига-U18  | 31               | 33               | 22               | 55               | +22              | 48               | 2        | 1        | 1        | 2        | -3       | 6        |
| 2002/03         | Литвинов-U20         | Экстралига-U20  | 29               | 26               | 15               | 41               | --               | 24               | —        | —        | —        | —        | —        | —        |
| 2002/03         | Литвинов             | Экстралига      | 5                | 0                | 0                | 0                | +1               | 0                | —        | —        | —        | —        | —        | —        |
| 2003/04         | Литвинов-U20         | Экстралига-U20  | 53               | 38               | 51               | 89               | +17              | 110              | 2        | 0        | 0        | 0        | --       | 2        |
| 2003/04         | Литвинов             | Экстралига      | 7                | 0                | 0                | 0                | -5               | 2                | —        | —        | —        | —        | —        | —        |
| 2003/04         | Баник Мост           | 2.liga          | 1                | 0                | 0                | 0                | --               | 0                | —        | —        | —        | —        | —        | —        |
| 2004/05         | Оттава Сиксти Севенс | OHL             | 59               | 23               | 40               | 63               | +10              | 64               | 21       | 8        | 10       | 18       | -2       | 30       |
| 2005/06         | Литвинов-U20         | Экстралига-U20  | 3                | 4                | 2                | 6                | +2               | 4                | —        | —        | —        | —        | —        | —        |
| 2005/06         | Литвинов             | Экстралига      | 19               | 1                | 1                | 2                | -6               | 6                | —        | —        | —        | —        | —        | —        |
| 2005/06         | Барри Кольтс         | OHL             | 24               | 11               | 20               | 31               | +6               | 28               | 14       | 8        | 11       | 19       | -5       | 14       |
| 2006/07         | Хартфорд Вулф Пэк    | АХЛ             | 6                | 0                | 2                | 2                | +1               | 0                | —        | —        | —        | —        | —        | —        |
| 2006/07         | Шарлотт Чекерс       | ECHL            | 7                | 1                | 9                | 10               | +4               | 4                | —        | —        | —        | —        | —        | —        |
| 2006/07         | Олбани Ривер Рэтс    | АХЛ             | 54               | 10               | 18               | 28               | -13              | 16               | 5        | 2        | 2        | 4        | --       | 10       |
| 2007/08         | Олбани Ривер Рэтс    | АХЛ             | 78               | 14               | 31               | 45               | +7               | 52               | 7        | 2        | 1        | 3        | +1       | 8        |
| 2008/09         | Олбани Ривер Рэтс    | АХЛ             | 77               | 19               | 35               | 54               | -15              | 35               | —        | —        | —        | —        | —        | —        |
| 2008/09         | Каролина Харрикейнз  | НХЛ             | 2                | 0                | 1                | 1                | +1               | 0                | —        | —        | —        | —        | —        | —        |
| 2009/10         | Лукко                | СМ-Лига         | 55               | 17               | 24               | 41               | +7               | 78               | 4        | 0        | 1        | 1        | --       | 4        |
| 2010/11         | Лукко                | СМ-Лига         | 59               | 20               | 23               | 43               | +17              | 28               | 13       | 9        | 5        | 14       | +5       | 22       |
| 2011/12         | Амур                 | КХЛ             | 54               | 22               | 28               | 50               | +14              | 16               | 4        | 0        | 1        | 1        | -8       | 2        |
| 2012/13         | Амур                 | КХЛ             | 41               | 15               | 18               | 33               | -10              | 18               | -        | -        | -        | -        | -        | -        |
| 2012/13         | Динамо               | КХЛ             | 10               | 0                | 2                | 2                | +3               | 4                | 19       | 9        | 7        | 16       | 4        | 4        |
| 2013/14         | Амур                 | КХЛ             | 38               | 13               | 7                | 20               | -6               | 26               | -        | -        | -        | -        | -        | -        |
| 2013/14         | Ак Барс              | КХЛ             | 13               | 1                | 2                | 3                | 2                | 0                | 3        | 0        | 0        | 0        | -1       | 0        |
| 2014/15         | Автомобилист         | КХЛ             | 23               | 4                | 12               | 16               | -1               | 18               | --       | --       | --       | --       | --       | --       |
| Всего в НХЛ     | Всего в НХЛ          | Всего в НХЛ     | 2                | 0                | 1                | 1                | +1               | 0                | —        | —        | —        | —        | —        | —        |
| Всего в КХЛ     | Всего в КХЛ          | Всего в КХЛ     | 179              | 55               | 69               | 124              | 2                | 82               | 26       | 9        | 8        | 17       | -5       | 6        |
| Всего в карьере | Всего в карьере      | Всего в карьере | 658              | 247              | 336              | 583              | +70              | 523              | 72       | 30       | 32       | 62       | -12      | 98       |

### Международная
| Турнир   | Место | Игр | Г | П | Очк | +/- | Штр |
| -------- | ----- | --- | - | - | --- | --- | --- |
| ЮЧМ-2003 | 6     | 6   | 1 | 0 | 1   | -1  | 6   |
| МЧМ-2005 |       | 7   | 1 | 1 | 2   | +2  | 4   |
| ЧМ-2012  |       | 10  | 1 | 3 | 4   | +5  | 0   |

## Интересные факты
- В свободное время Якуб увлекается электронной музыкой. Во время своего первого сезона в КХЛ Петружалек выступил в одном из ночных клубов Хабаровска, выступая под псевдонимом DJ Calimero[10]. Позже поменял псевдоним на DJ Jakko. Также одним из увлечений Якуба являются занятия боксом[11].
- 19 февраля 2009 года Петружалек вместе с клубом «Олбани Ривер Рэтс», возвращаясь с выездного матча в Лоуэлле, попал в автокатастрофу. Автобус, в котором находилась команда, перевернулся на обледенелой трассе и загорелся. К счастью, никто из находившихся в автобусе серьёзно не пострадал[12].